# Ulcinj
Ulcinj (cyr.  Улцињ, alb. Ulqin lub Ulqini) – miasto zlokalizowane na południowym wybrzeżu Czarnogóry, stolica gminy Ulcinj. Zamieszkuje ją 10 707 mieszkańców, z czego większość stanowią Albańczycy.
Jedna z najstarszych osad na wybrzeżu morza Adriatyckiego – została założona w V wieku p.n.e. W 163 p.n.e. została zdobyta przez Rzymian. Wraz z podziałem Cesarstwa Rzymskiego stała się częścią Cesarstwa Bizantyjskiego. Znany był jako miejscowość piracka.
Ulcinj jest miejscowością turystyczną ze względu na swoje długie, piaszczyste plaże, wyspę Ada Bojana oraz średniowieczną twierdzę. W mieście i okolicy znajduje się 25 meczetów Ulcinj jest centrum społeczności albańskiej w Czarnogórze.

## Turystyka
Ulcinj jest miejscowością turystyczną. W styczniu 2010 roku New York Times umieścił region południowego wybrzeża Czarnogóry (w którym zlokalizowane są Velika Plaza, Ada Bojana) jako jedno z „31 najlepszych miejsc do odwiedzenia w 2010 roku”.

## Współpraca

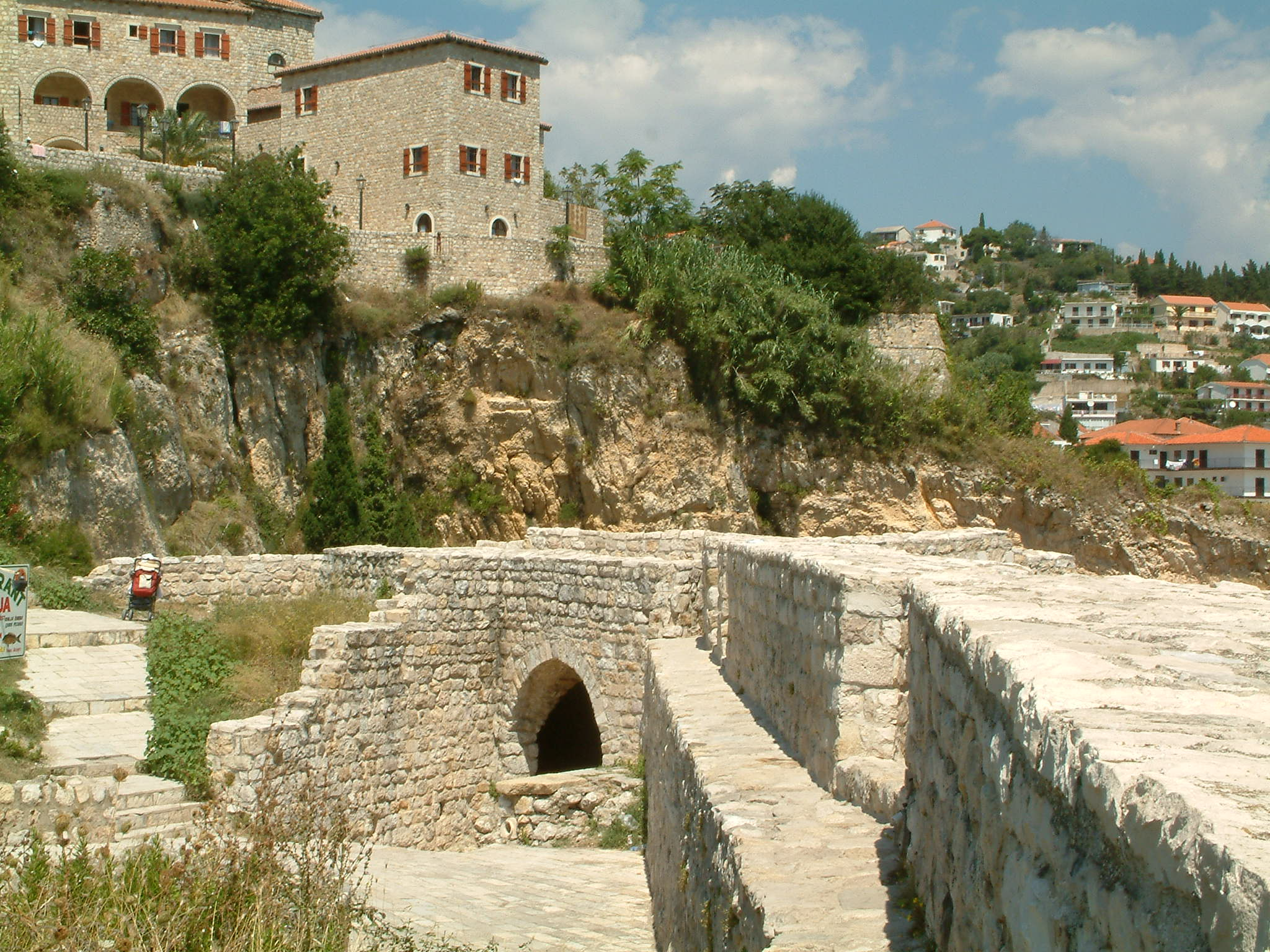
Ulcinj stare miasto

Miastami partnerskimi Ulcinja są: 
- Saranda, Albania
- Tirana, Albania
- Durrës, Albania
- Prizren, Kosowo
- Alanya, Turcja